# Солт Крик (Колорадо)
Солт Крик (енгл. Salt Creek) насељено је место без административног статуса у америчкој савезној држави Колорадо.

## Демографија
По попису из 2010. године број становника је 587, што је 61 (-9,4%) становника мање него 2000. године.
| Група             | 2000.       | 2010.       |
| Белци             | 117 (18,1%) | 72 (12,3%)  |
| Афроамериканци    | 5 (0,8%)    | 0 (0,0%)    |
| Азијати           | 4 (0,6%)    | 0 (0,0%)    |
| Хиспаноамериканци | 514 (79,3%) | 505 (86,0%) |
| Укупно            | 648         | 587         |